# Werte- und Entwicklungsquadrat
Das von Nicolai Hartmann (1926) stammende Wertequadrat hat Friedemann Schulz von Thun 1989 für die Belange der zwischenmenschlichen Kommunikation genutzt und mit dem Entwicklungsgedanken verbunden und dann Werte- und Entwicklungsquadrat genannt.
Mit Hilfe des Werte- und Entwicklungsquadrates könne es gelingen, für jede menschliche Qualität (z. B. Ehrlichkeit) die notwendige Gegenqualität („Schwestertugend“) zu finden (hier z. B. Takt und Sensibilität); erst beides zusammen lasse „den Regenbogen aufgehen“. Ehrlichkeit ohne Takt könne zur brutalen Offenheit verkommen, Takt ohne Ehrlichkeit zur höflichen Fassade. Habe man die Balance zweier Gegenwerte vor Augen, könne man auch die anstehende Entwicklungsrichtung entdecken: der eine neige zur Verabsolutierung der Ehrlichkeit und müsse entsprechend Takt und Sensibilität erobern; der andere übertreibe genau diese Qualität und solle lernen, ehrlichen Klartext zu sprechen.
Der Grundgedanke des Modells ist auf Aristoteles zurückzuführen (ca. 350 v. Chr.), wurde von Nicolai Hartmann (1926) weiterentwickelt und schließlich für die Psychologie entlehnt von Paul Helwig (1936).

## Hartmanns Urbeispiel

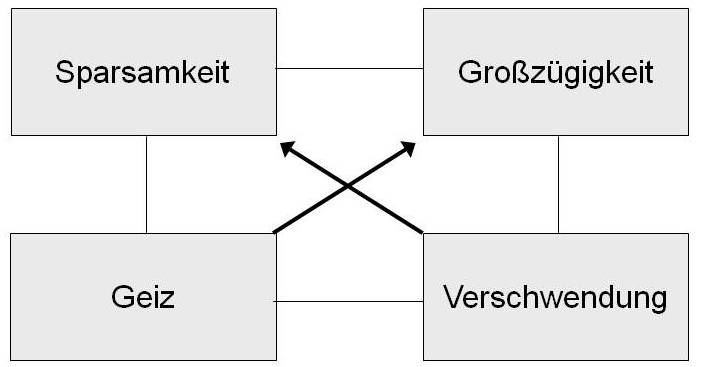
Urbeispiel von Helwig: Sparsamkeit und Großzügigkeit

Nicolai Hartmann hat den aristotelischen Gedanken in ein Wertequadrat übertragen und Paul Helwig hat es von ihm übernommen. In dem seit Aristoteles immer wieder auftauchenden Beispiel braucht es neben der Sparsamkeit auch Großzügigkeit, um nicht zum Geizhals zu verkommen und umgekehrt bewahrt die Balance mit der Sparsamkeit den Großzügigen vor der Verschwendung.
Die Entwicklungsrichtung findet sich in den Diagonalen. Wer die Sparsamkeit übertreibe und zum Geizigen werde, dessen Entwicklungspfeil zeige zur Großzügigkeit und komplementär empfehle es sich für den Verschwenderischen, die Sparsamkeit zu entwickeln.

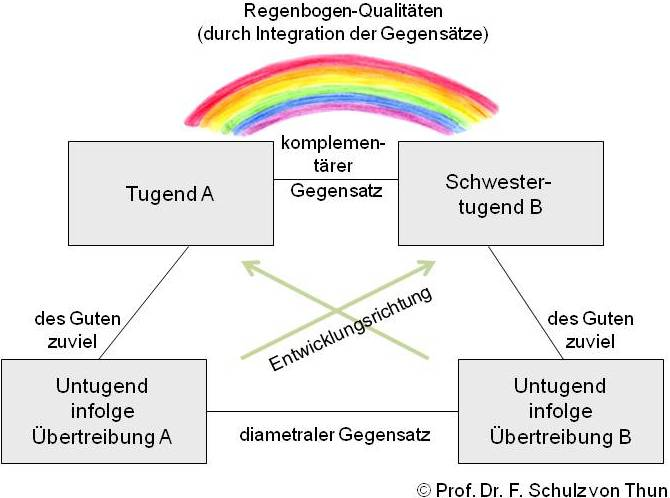
Schaubild Werte- und Entwicklungsquadrat nach Schulz von Thun

Die Prämisse des Werte- und Entwicklungsquadrats von Schulz von Thun lautet: Jeder Wert (jede Tugend, jedes Leitprinzip, jede menschliche Qualität) könne nur dann seine volle konstruktive Wirkung entfalten, wenn er sich in ausgehaltener Spannung zu einem positiven Gegenwert, einer “Schwesterntugend” befinde. Ohne diese Balance könne der Regenbogen nicht aufgehen, verkomme ein Wert zu seiner entwerteten Übertreibung. Hier entfernt sich Schulz von Thun von Aristoteles und von Hartmann, da er die Begriffe Wert und Tugend gleich verwendet, während für Aristoteles die Tugend in dem kontinuierlichen Ausbalancieren von Spannungswerten besteht.

## Anwendungen
In diesem Sinn und Geist wird das Werte- und Entwicklungsquadrat von Schulz von Thun auch für Beurteilungsgespräche genutzt oder für Rückmeldungen nach einem Assessment-Center. Ebenso wird es in der modernen Personalarbeit auch als Grundlage für 360°-Feedback genutzt. So wird das Aufzeigen von Verhaltensweisen weniger an Defiziten als an Stärken orientiert.

## Weitere Beispiele
| Tugend, Leitprinzip, menschliche Qualität: Akzeptanz – Dinge hinnehmen | - komplementärer Gegensatz -                     | positiver Gegenwert, Schwestertugend: Gestaltungswille – Dinge ändern |
| | Entwicklung erfolgt diagonal von unten nach oben |                                                                       |
| Entwertende Übertreibung: Fatalist | - diametraler Gegensatz -                        | Entwertende Übertreibung: Fanatiker                                   |
| Sehnsucht nach wechselseitiger, vollständiger Durchdringung der beiden Pole: Gott gebe mir die Gelassenheit, Dinge hinzunehmen, die ich nicht ändern kann, den Mut, Dinge zu ändern, die ich ändern kann, und die Weisheit, das eine vom anderen zu unterscheiden. Reinhold Niebuhr 1943, Massachusetts |                                                  |                                                                       |

| Tugend, Leitprinzip, menschliche Qualität: Mitgefühl, Nächstenliebe | - komplementärer Gegensatz -                     | positiver Gegenwert, Schwestertugend: Selbstgefühl, Selbstliebe       |
| | Entwicklung erfolgt diagonal von unten nach oben |                                                                       |
| Entwertende Übertreibung: ständig um andere kreisend; Übergriffigkeit: meinen zu wissen, was für andere gut ist                                                                   | - diametraler Gegensatz -                        | Entwertende Übertreibung: ständig um sich selbst kreisend; Narzissmus |
| Sehnsucht nach wechselseitiger, vollständiger Durchdringung der beiden Pole: Liebe Deinen Nächsten wie dich selbst. Altes Testament 3. Mose 19, 18; Neues Testament Markus 12, 31 |                                                  |                                                                       |